# Ouray (Colorado)
Pour les articles homonymes, voir Ouray.
La ville d'Ouray est le siège du comté d'Ouray, situé dans le Colorado, aux États-Unis.
Elle est nommée d'après le chef ute Ouray.
Selon le recensement de 2010, Ouray compte 1 000 habitants. La municipalité s'étend sur 0,88 milles carrés (2,28 km2).

## Histoire
La ville doit son nom au chef ute Ouray.
La ville a un important passé minier, avec plusieurs anciennes mines d'or se trouvant à proximité, dont la mine de Camp Bird.

## Géographie
La ville d'Ouray est situé près de la source de la rivière Uncompahgre.

## Sport
En janvier, le Ouray Ice Festival est organisé dans le Ice Park de la ville.

## Démographie
| 1880 | 1890  | 1900  | 1910  | 1920  | 1930 |
| ---- | ----- | ----- | ----- | ----- | ---- |
| 864  | 2 534 | 2 196 | 1 644 | 1 165 | 707  |

| 1940 | 1950  | 1960 | 1970 | 1980 | 1990 |
| ---- | ----- | ---- | ---- | ---- | ---- |
| 951  | 1 089 | 785  | 741  | 684  | 644  |

| 2000 | 2010  | - | - | - | - |
| ---- | ----- | - | - | - | - |
| 813  | 1 000 | - | - | - | - |